# Spilosoma pilosoides
Spilosoma pilosoides är en fjärilsart som beskrevs av Daniel 1943. Spilosoma pilosoides ingår i släktet Spilosoma och familjen björnspinnare. Inga underarter finns listade i Catalogue of Life.